# Lijst van parochies van het vicariaat Brussel
Het vicariaat Brussel binnen het aartsbisdom Mechelen-Brussel in het Brussels Hoofdstedelijk Gewest telt 111 parochies, gegroepeerd in 28 federaties, en enkele federaties samen vormen een van de vier decanaten.
De onderstaande lijst geeft een overzicht van de parochies. Per parochie wordt de naam gegeven (dit is ook de naam van de patroonheilige); de administratieve gemeente waarin de parochie ligt en een foto van de kerk.

## Dekenaat Brussel-Centrum
Het dekenaat Brussel-Centrum omvat de deelgemeente Brussel van de gemeente Brussel.
| Parochie                                                              | Plaats/wijk | Gemeente | Postcode | Website | Kerk                                        |
| Federatie City                                                        |             |          |          |         |                                             |
| Onze-Lieve-Vrouw van Finisterrae (Notre-Dame du Finistère)            | Brussel     | Brussel  | 1000     |         | Onze-Lieve-Vrouw van de Finistèrekerk       |
| Sint-Jacob-op-Koudenberg (Saint Jacques sur Coudenberg)               | Koningswijk | Brussel  | 1000     |         | Sint-Jacob-op-Koudenberg                    |
| Sint-Michiel en Sint-Goedele (Saints Michel et Gudule)                | Koningswijk | Brussel  | 1000     |         | Kathedraal van Sint-Michiel en Sint-Goedele |
| Sint-Niklaas (Saint Nicolas)                                          | Brussel     | Brussel  | 1000     |         | Sint-Niklaaskerk                            |
| Federatie Marollen                                                    |             |          |          |         |                                             |
| Onze-Lieve-Vrouw Onbevlekt (Notre-Dame Immaculée)                     | Marollen    | Brussel  | 1000     |         |                                             |
| Onze-Lieve-Vrouw ten Zavel (Notre-Dame au Sablon)                     | Zavel       | Brussel  | 1000     |         | Onze-Lieve-Vrouw-ter-Zavelkerk              |
| Onze-Lieve-Vrouw ter Kapelle (Notre-Dame de la Chapelle)              | Marollen    | Brussel  | 1000     |         | Kapellekerk                                 |
| Sint-Jan en Stefaan ter Miniemen (Saints Jean et Etienne aux Minimes) | Zavel       | Brussel  | 1000     |         | Sint-Jan en Stefaan ter Miniemenkerk        |
| Federatie Sint-Gorik                                                  |             |          |          |         |                                             |
| Onze-Lieve-Vrouw ter Rijke Klaren (Notre-Dame aux Riches Claires)     | Dansaert    | Brussel  | 1000     |         | Onze-Lieve-Vrouw ter Rijke Klarenkerk       |
| Onze-Lieve-Vrouw van Goede Bijstand (Notre-Dame du Bon Secours)       | Brussel     | Brussel  | 1000     |         | Onze-Lieve-Vrouw van Goede Bijstandkerk     |
| Sint-Katelijne (Sainte Catherine)                                     | Dansaert    | Brussel  | 1000     |         | Sint-Katelijnekerk                          |
| Sint-Jan Baptist ten Begijnhof (Saint Jean-Baptiste au Béguinage)     | Begijnhof   | Brussel  | 1000     | website | Sint-Jan Baptistkerk                        |
| Sint-Rochus (Saint Roch)                                              | Noordwijk   | Brussel  | 1000     |         |                                             |

## Dekenaat Brussel-Noord-Oost
Het dekenaat Brussel-Noord-Oost omvat de gemeenten Etterbeek, Evere, Schaarbeek, Sint-Joost-ten-Node, Sint-Lambrechts-Woluwe en Sint-Pieters-Woluwe. Daarenboven bevat het tevens Haren, een deelgemeente van Brussel.
| Parochie                                                        | Plaats/wijk            | Gemeente               | Postcode | Website | Kerk                            |
| Federatie Damiaan                                               |                        |                        |          |         |                                 |
| Heilig Hart (Sacré-Cœur)                                        | Wijk van de Squares    | Brussel                | 1040     |         |                                 |
| Sint-Jozef (Saint Joseph)                                       | Paduwawijk             | Evere                  | 1140     |         |                                 |
| Epifanie (Epiphanie)                                            | Schaarbeek             | Schaarbeek             | 1030     |         | Epifaniekerk                    |
| Heilige Maria (Sainte Marie)                                    | Schaarbeek             | Schaarbeek             | 1030     |         | Sinte-Mariakerk                 |
| Sint-Albertus (Saint Albert)                                    | Plaskywijk             | Schaarbeek             | 1030     |         | Sint-Albertuskerk               |
| Sint-Aleydis (Sainte Alice)                                     | Daillywijk             | Schaarbeek             | 1030     |         | Sint-Aleydiskerk                |
| Sint-Elisabeth (Sainte Elisabeth)                               | Schaarbeek             | Schaarbeek             | 1030     |         | Sint-Elisabethkerk              |
| Franciscus (Saint François d'Assise)                            | Brabantwijk            | Schaarbeek             | 1030     |         |                                 |
| Sint-Jan en Niklaas (Saints Jean et Nicolas)                    | Brabantwijk            | Schaarbeek             | 1030     |         | Sint-Jan en Niklaaskerk         |
| Sint-Servaas (Saint Servais)                                    | Schaarbeek             | Schaarbeek             | 1030     |         | Sint-Servaaskerk                |
| Sint-Theresia (Sainte Thérèse d'Avila)                          | Schaarbeek             | Schaarbeek             | 1040     |         | Sint-Theresia van Avilakerk     |
| Sint-Joost (Saint Josse)                                        | Sint-Joost-ten-Noode   | Sint-Joost-ten-Node    | 1210     |         |                                 |
| Federatie Etterbeek                                             |                        |                        |          |         |                                 |
| Onze-Lieve-Vrouw Onbevlekt (Notre-Dame Immaculée)               | Etterbeek              | Etterbeek              | 1040     |         |                                 |
| Onze-Lieve-Vrouw van het Heilig Hart (Notre-Dame du Sacré-Cœur) | Etterbeek              | Etterbeek              | 1040     |         |                                 |
| Sint-Antonius van Padua (Saint Antoine de Padoue)               | Solbos                 | Etterbeek              | 1040     |         | Sint-Antoniuskerk               |
| Sint-Gertrudis (Sainte Gertrude)                                | Etterbeek              | Etterbeek              | 1040     |         |                                 |
| Federatie Hoog-Woluwe                                           |                        |                        |          |         |                                 |
| Sint-Aleydis (Sainte Alix)                                      | Mooi Bos               | Sint-Pieters-Woluwe    | 1150     |         |                                 |
| Sint-Paulus (Saint Paul)                                        | Sint-Pieters-Woluwe    | Sint-Pieters-Woluwe    | 1150     |         |                                 |
| Onze-Lieve-Vrouw (Notre-Dame)                                   | Stokkel                | Sint-Pieters-Woluwe    | 1150     |         | Onze-Lieve-Vrouwekerk           |
| Federatie Kerkebeek                                             |                        |                        |          |         |                                 |
| Onze-Lieve-Vrouw Onbevlekt (Notre-Dame Immaculée)               | Evere                  | Evere                  | 1140     |         |                                 |
| Sint-Vincentius (Saint Vincent)                                 | Evere                  | Evere                  | 1140     |         |                                 |
| Sint-Elisabeth (Sainte Elisabeth)                               | Haren                  | Brussel                | 1130     |         | Sint-Elisabethkerk              |
| Heilige Familie (Sainte Famille)                                | Helmet                 | Schaarbeek             | 1030     |         | Heilige Familiekerk             |
| Sint-Suzanna (Sainte Suzanne)                                   | Terdelt                | Schaarbeek             | 1030     |         | Sint-Suzannakerk                |
| Federatie Prekelinden                                           |                        |                        |          |         |                                 |
| Goddelijke Zaligmaker (Divin Sauveur)                           | Schaarbeek             | Schaarbeek             | 1030     |         |                                 |
| Sint-Henricus (Saint Henri)                                     | Linthout               | Sint-Lambrechts-Woluwe | 1200     |         |                                 |
| Federatie Sint-Pieter en Vogelzang                              |                        |                        |          |         |                                 |
| Sint-Pieter (Saint Pierre)                                      | Sint-Pieters-Woluwe    | Sint-Pieters-Woluwe    | 1150     |         | Sint-Pieterskerk                |
| Onze-Lieve-Vrouw Van Genade (Notre-Dame des Grâces)             | Vogelzang              | Sint-Pieters-Woluwe    | 1150     |         | Onze-Lieve-Vrouw van Genadekerk |
| Federatie Woluwedal                                             |                        |                        |          |         |                                 |
| Onze-Lieve-Vrouw-Hemelvaart (Notre-Dame de l'Assomption)        | Kapelleveld            | Sint-Lambrechts-Woluwe | 1200     |         |                                 |
| Heilige Familie (Sainte Famille)                                | Roodebeek              | Sint-Lambrechts-Woluwe | 1200     |         |                                 |
| Sint-Lambertus (Saint Lambert)                                  | Sint-Lambrechts-Woluwe | Sint-Lambrechts-Woluwe | 1200     |         | Sint-Lambertuskerk              |

## Dekenaat Brussel-West
Het dekenaat Brussel-West omvat de gemeenten Anderlecht, Ganshoren, Jette, Koekelberg, Sint-Agatha-Berchem en Sint-Jans-Molenbeek. Daarenboven bevat het tevens Laken en Neder-Over-Heembeek, deelgemeenten van Brussel.
| Parochie | Plaats/wijk         | Gemeente            | Postcode | Website | Kerk                                   |
| Federatie Anderlecht-Centrum                                                                                |                     |                     |          |         |                                        |
| Heilige Geest (Saint Esprit)                                                                                | Anderlecht          | Anderlecht          | 1070     |         |                                        |
| Sint-Lucas (Saint Luc)                                                                                      | Anderlecht          | Anderlecht          | 1070     |         |                                        |
| Sint-Pieter en Guido (Saints Pierre et Guidon)                                                              | Anderlecht          | Anderlecht          | 1070     |         | Sint-Pieter en Sint-Guidokerk          |
| Federatie Ganshoren-Koekelberg-Sint-Agatha-Berchem                                                          |                     |                     |          |         |                                        |
| Sint-Cecilia (Sainte Cécile)                                                                                | Ganshoren           | Ganshoren           | 1083     |         |                                        |
| Sint-Martinus (Saint Martin)                                                                                | Ganshoren           | Ganshoren           | 1083     |         |                                        |
| Heilig Hart (Sacré-Cœur)                                                                                    | Koekelberg          | Koekelberg          | 1081     |         | Nationale Basiliek van het Heilig Hart |
| Sint-Agatha (Sainte Agathe)                                                                                 | Sint-Agatha-Berchem | Sint-Agatha-Berchem | 1082     |         |                                        |
| Federatie Heizel                                                                                            |                     |                     |          |         |                                        |
| Heilig Hart en Sint-Lambertus (Sacré-Cœur et Saint Lambert)                                                 | Heizel              | Brussel             | 1020     |         |                                        |
| Sint-Clara (Sainte Claire)                                                                                  | Jette               | Jette               | 1090     |         |                                        |
| Goddelijk Kind Jezus (Divin Enfant Jésus)                                                                   | Verregat            | Brussel             | 1020     |         |                                        |
| Federatie Het Rad                                                                                           |                     |                     |          |         |                                        |
| Sint-Jozef (Saint Joseph)                                                                                   | Het Rad             | Anderlecht          | 1070     |         | Sint-Jozefkerk                         |
| Federatie Jette                                                                                             |                     |                     |          |         |                                        |
| Sint-Jozef (Saint Joseph)                                                                                   | Dielegem            | Jette               | 1090     |         |                                        |
| Onze-Lieve-Vrouw van Lourdes (Notre-Dame de Lourdes)                                                        | Jette               | Jette               | 1090     |         |                                        |
| Sint-Pieter (Saint Pierre)                                                                                  | Jette               | Jette               | 1090     |         | Sint-Pieterskerk                       |
| Federatie Kanaalzone                                                                                        |                     |                     |          |         |                                        |
| Sint-Anna (Sainte Anne)                                                                                     | Koekelberg          | Koekelberg          | 1081     |         |                                        |
| Onze-Lieve-Vrouw Middelares (Notre-Dame Médiatrice)                                                         | Sint-Jans-Molenbeek | Sint-Jans-Molenbeek | 1080     |         |                                        |
| Sint-Barbara (Sainte Barbe)                                                                                 | Sint-Jans-Molenbeek | Sint-Jans-Molenbeek | 1080     |         |                                        |
| Sint-Jan Baptist en Onze-Lieve-Vrouw van gans de Wereld (Saint Jean-Baptiste et Notre-Dame du Monde Entier) | Sint-Jans-Molenbeek | Sint-Jans-Molenbeek | 1080     |         |                                        |
| Sint-Remigius (Saint Remi)                                                                                  | Havenwijk           | Sint-Jans-Molenbeek | 1080     |         |                                        |
| Federatie Karreveld-Mettewie-Paloke                                                                         |                     |                     |          |         |                                        |
| Sint-Carolus Borromeus (Saint Charles Borromée)                                                             | Karreveld-Mettewie  | Sint-Jans-Molenbeek | 1080     |         |                                        |
| Verrijzenis (Résurrection)                                                                                  | Paloke              | Sint-Jans-Molenbeek | 1080     |         |                                        |
| Federatie Kuregem                                                                                           |                     |                     |          |         |                                        |
| Onze-Lieve-Vrouw Onbevlekt (Notre-Dame Immaculée)                                                           | Kuregem             | Anderlecht          | 1070     |         |                                        |
| Sint-Franciscus Xaverius (Saint François-Xavier)                                                            | Kuregem             | Anderlecht          | 1070     |         |                                        |
| Federatie Laken-Centrum                                                                                     |                     |                     |          |         |                                        |
| Heilige Engelen (Saints Anges)                                                                              | Houba               | Brussel             | 1020     |         |                                        |
| Onze-Lieve-Vrouw (Notre-Dame)                                                                               | Laken               | Brussel             | 1020     |         | Onze-Lieve-Vrouwekerk                  |
| Federatie Mutsaard-Neder-Over-Heembeek                                                                      |                     |                     |          |         |                                        |
| Christus Koning (Christ-Roi)                                                                                | Mutsaard            | Brussel             | 1020     |         |                                        |
| Sint-Pieter en Paulus (Saints Pierre et Paul)                                                               | Neder-Over-Heembeek | Brussel             | 1120     |         |                                        |
| Federatie Ring                                                                                              |                     |                     |          |         |                                        |
| Onze-Lieve-Vrouw van Vreugde en Sint-Gerardus Majella (Notre-Dame de la Joie et Saint Gérard)               | Vogelenzang         | Anderlecht          | 1070     |         |                                        |
| Sint-Bernadette (Sainte Bernadette)                                                                         | Goede Lucht         | Anderlecht          | 1070     |         |                                        |
| Federatie Scheut-Het Broek                                                                                  |                     |                     |          |         |                                        |
| Onze-Lieve-Vrouw van het Heilig Hart (Notre-Dame du Sacré-Cœur)                                             | Scheut              | Anderlecht          | 1070     |         |                                        |
| Onze-Lieve-Vrouw-Hemelvaart (Notre-Dame de l'Assomption)                                                    | Anderlecht          | Anderlecht          | 1070     |         |                                        |
| Sint-Vincentius a Paulo (Saint Vincent de Paul)                                                             | Scheut              | Anderlecht          | 1070     |         | Sint-Vincentius a Paulokerk            |

## Dekenaat Brussel-Zuid
Het dekenaat Brussel-Zuid omvat de gemeenten Elsene, Oudergem, Sint-Gillis, Ukkel, Vorst en Watermaal-Bosvoorde.
| Parochie                                                                                             | Plaats/wijk            | Gemeente            | Postcode | Website | Kerk                                 |
| Federatie Elsene                                                                                     |                        |                     |          |         |                                      |
| Heilige Drievuldigheid (Sainte Trinité)                                                              | Ten Bos                | Elsene              | 1050     |         |                                      |
| Heilig Kruis (Sainte Croix)                                                                          | Flagey                 | Elsene              | 1050     |         | Heilige Kruiskerk                    |
| Onze-Lieve-Vrouw Boodschap (Notre-Dame de l'Annonciation)                                            | Berkendaal             | Elsene              | 1050     |         |                                      |
| Onze-Lieve-Vrouw ter Kameren en Sint-Philippus Neri (Notre-Dame de la Cambre et Saint Philippe Néri) | Ter Kameren            | Elsene              | 1050     |         | Onze-Lieve-Vrouw ter Kamerenkerk     |
| Sint-Adriaan (Saint Adrien)                                                                          | Boondaal               | Elsene              | 1050     |         |                                      |
| Sint-Bonifatius (Saint Boniface)                                                                     | Matonge                | Elsene              | 1050     |         | Sint-Bonifatiuskerk                  |
| Federatie Sint-Gillis                                                                                |                        |                     |          |         |                                      |
| Jezus Arbeider (Jésus Travailleur)                                                                   | Sint-Gillis            | Sint-Gillis         | 1060     |         |                                      |
| Sint-Alena (Sainte Alène)                                                                            | Sint-Gillis            | Sint-Gillis         | 1060     |         |                                      |
| Sint-Antonius van Padua (Saint Antoine de Padoue)                                                    | Vorst                  | Vorst               | 1060     |         |                                      |
| Sint-Bernadus (Saint Bernard)                                                                        | Sint-Gillis            | Sint-Gillis         | 1060     |         |                                      |
| Sint-Gillis (Saint Gilles)                                                                           | Sint-Gillis            | Sint-Gillis         | 1060     |         | Sint-Gilliskerk                      |
| Federatie Ukkel                                                                                      |                        |                     |          |         |                                      |
| Onze-Lieve-Vrouw van de Rozenkrans (Notre-Dame du Rosaire)                                           | Langeveld              | Ukkel               | 1180     |         |                                      |
| Sint-Anna (Sainte Anne)                                                                              | Vronerode              | Ukkel               | 1180     |         | Sint-Annakerk                        |
| Sint-Job (Saint Job)                                                                                 | Carloo                 | Ukkel               | 1180     |         |                                      |
| Sint-Marcus (Saint Marc)                                                                             | Ukkel                  | Ukkel               | 1180     |         |                                      |
| Heilig Hart (Sacré-Cœur)                                                                             | De Kat                 | Ukkel               | 1180     |         |                                      |
| Kostbaar Bloed (Précieux Sang)                                                                       | Wolvenberg             | Ukkel               | 1180     |         |                                      |
| Onze-Lieve-Vrouw van Troost (Notre-Dame de la Consolation)                                           | Kalevoet               | Ukkel               | 1180     |         |                                      |
| Sint-Jozef (Saint Joseph)                                                                            | Tomberg                | Ukkel               | 1180     |         |                                      |
| Sint-Paulus (Saint Paul)                                                                             | Stalle                 | Ukkel               | 1180     |         |                                      |
| Sint-Pieter (Saint Pierre)                                                                           | Ukkel                  | Ukkel               | 1180     |         |                                      |
| Federatie Vorst                                                                                      |                        |                     |          |         |                                      |
| Heilige Maria Moeder Gods (Sainte Marie, Mère de Dieu)                                               | Vorst                  | Vorst               | 1190     |         |                                      |
| Heilige Pastoor van Ars (Saint Curé d'Ars)                                                           | Vorst                  | Vorst               | 1190     |         |                                      |
| Heilige Pius X (Saint Pie X)                                                                         | Roosendaal             | Vorst               | 1190     |         |                                      |
| Sint-Augustinus (Saint Augustin)                                                                     | Hoogte Honderd         | Vorst               | 1190     |         | Sint-Augustinuskerk                  |
| Sint-Denijs (Saint Denis)                                                                            | Vorst                  | Vorst               | 1190     |         | Sint-Denijskerk                      |
| Federatie Watermaal-Bosvoorde-Oudergem                                                               |                        |                     |          |         |                                      |
| Heilig Kruis (Sainte Croix)                                                                          | La Futaie              | Watermaal-Bosvoorde | 1170     |         |                                      |
| Koningin der Hemelen (Notre-Dame Reine des Cieux)                                                    | Bezemhoek              | Watermaal-Bosvoorde | 1170     |         |                                      |
| Onze-Lieve-Vrouw van Altijddurende Bijstand (Notre-Dame du Perpétuel Secours)                        | Floréal                | Watermaal-Bosvoorde | 1170     |         |                                      |
| Onze-Lieve-Vrouw van Blankedelle (Notre-Dame du Blankedelle)                                         | Transvaal, Blankedelle | Oudergem            | 1160     |         | Onze-Lieve-Vrouw van Blankedellekerk |
| Sint-Anna (Sainte Anne)                                                                              | Oudergem               | Oudergem            | 1160     |         | Sint-Annakerk                        |
| Sint-Clemens (Saint Clément)                                                                         | Watermaal              | Watermaal-Bosvoorde | 1170     |         |                                      |
| Sint-Hubertus (Saint Hubert)                                                                         | Bosvoorde              | Watermaal-Bosvoorde | 1170     |         |                                      |
| Sint-Juliaan (Saint Julien)                                                                          | Sint-Juliaan           | Oudergem            | 1160     |         |                                      |